# 이타정
이타정(伊田町)은 후쿠오카현 다가와군에 있던 정이다. 현재의 다가와시 일부에 해당한다.